# Cambourne
Cambourne è un paese di 8 186  abitanti della contea del Cambridgeshire, in Inghilterra.
Nel 2009 è stato indicato come il luogo con il tasso di natalità (24,1 bambini ogni mille donne) tra i più alti al mondo.
Il villaggio, a pochi chilometri da Cambridge, ha registrato infatti il doppio della media del Regno Unito: fondato appena nel 1998, è costituito da una popolazione di giovani coppie. Un "baby-boom" che ha richiesto un incremento delle infrastrutture (scuole elementari e asili nido).
Dal 2004 Cambourne è parrocchia civile autonoma e sede del distretto di South Cambridgeshire.